# Torneo di Wimbledon 1895
Il Torneo di Wimbledon 1895 è stata la 19ª edizione del Torneo di Wimbledon e prima prova stagionale dello Slam per il 1895.
Si è giocato sui campi in erba dell'All England Lawn Tennis and Croquet Club di Wimbledon a Londra in Gran Bretagna. 
Il torneo ha visto vincitore nel singolare maschile il britannico Wilfred Baddeley
che ha sconfitto in finale in 5 set il connazionale Wilberforce Eaves con il punteggio di 4–6 2–6 8–6 6–2 6–3.
Nel singolare femminile si è imposta la britannica Charlotte Cooper
che ha battuto in finale in 2 set la connazionale Helen Jackson.
Nel doppio maschile hanno trionfato Wilfred Baddeley e Herbert Baddeley.

## Risultati

### Singolare maschile
Wilfred Baddeley ha battuto in finale  Wilberforce Eaves con il punteggio di 4–6 2–6 8–6 6–2 6–3

### Singolare femminile
Charlotte Cooper ha battuto in finale  Helen Jackson con il punteggio di 7–5, 8–6

### Doppio maschile
Wilfred Baddeley /  Herbert Baddeley hanno battuto in finale  Ernest Lewis /  Herbert Wilberforce 8–6, 5–7, 6–4, 6–3